# Henrik Toft Hansen
Henrik Toft Hansen (Skive, Danska, 18. prosinca 1986.) je danski rukometaš i nacionalni reprezentativac. Trenutno igra za Mors-Thy HB. U klubu i danskoj reprezentaciji mu je suigrač brat René Toft Hansen. Oboje tamo igraju na poziciji pivota.
Hansen je s Danskom osvojio naslov europskog prvaka (Srbija 2012.).
S Danskom je 2013. godine osvojio srebro na svjetskom prvenstvu u Španjolskoj. Španjolska je u finalu doslovno ponizila Dansku pobijedivši s 35:19. Nikada nijedna momčad nije izgubila s toliko razlikom kao Danci čime je stvoren novi rekord u povijesti finala svjetskog rukometnog prvenstva.
Od posljednjih većih reprezentativnih uspjeha izdvajaju se osvajanje olimpijskog zlata u Riju 2016. te svjetskog naslova 2019. gdje je Danska bila jedan od suorganizatora.